# Tillandsia callichroma
Tillandsia callichroma är en gräsväxtart som beskrevs av Lieselotte Hromadnik. Tillandsia callichroma ingår i släktet Tillandsia och familjen Bromeliaceae. Inga underarter finns listade i Catalogue of Life.